# Marmo proconnesio

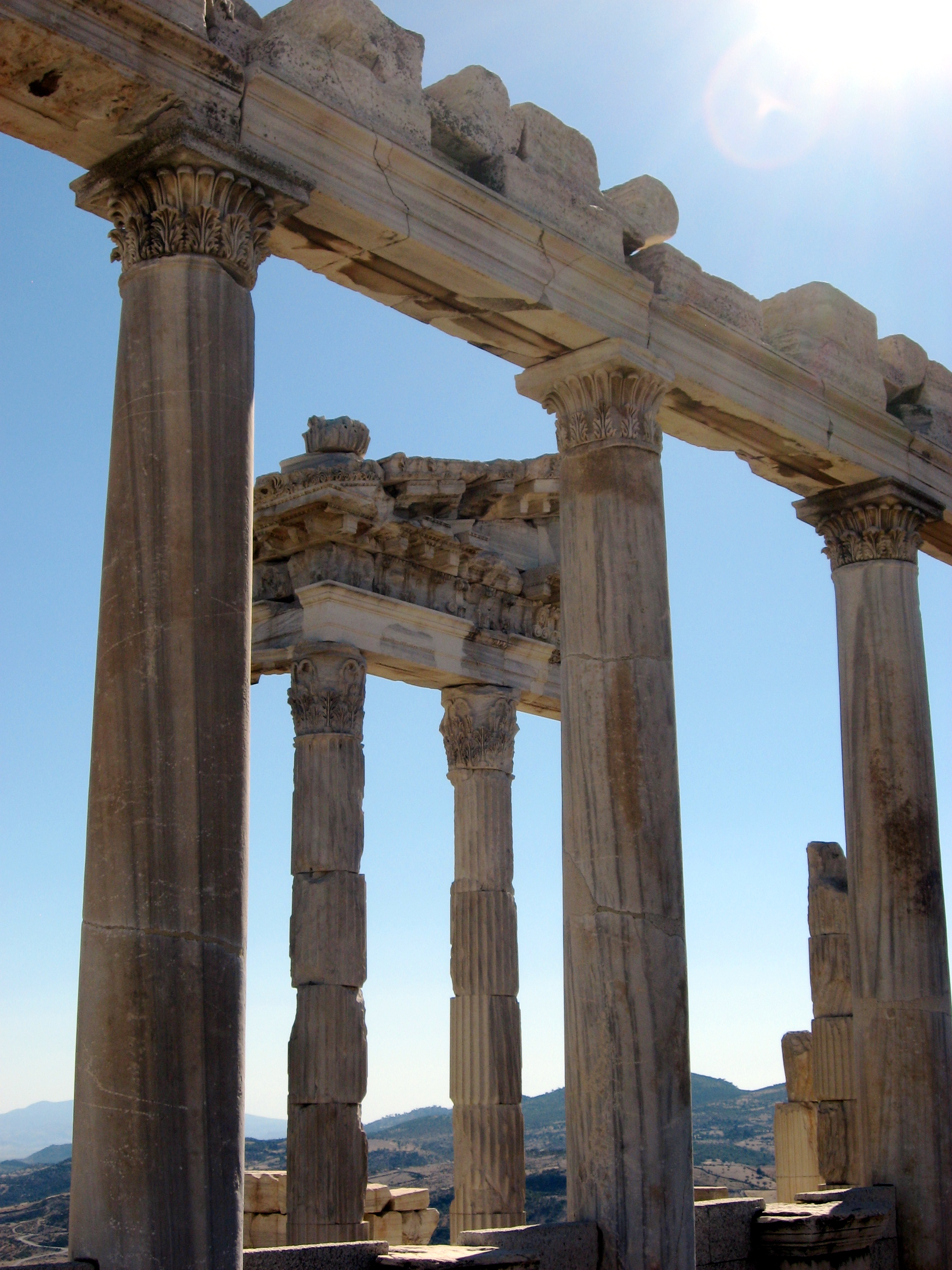
Fusti di colonna in marmo proconnesio nel tempio di Traiano a Pergamo

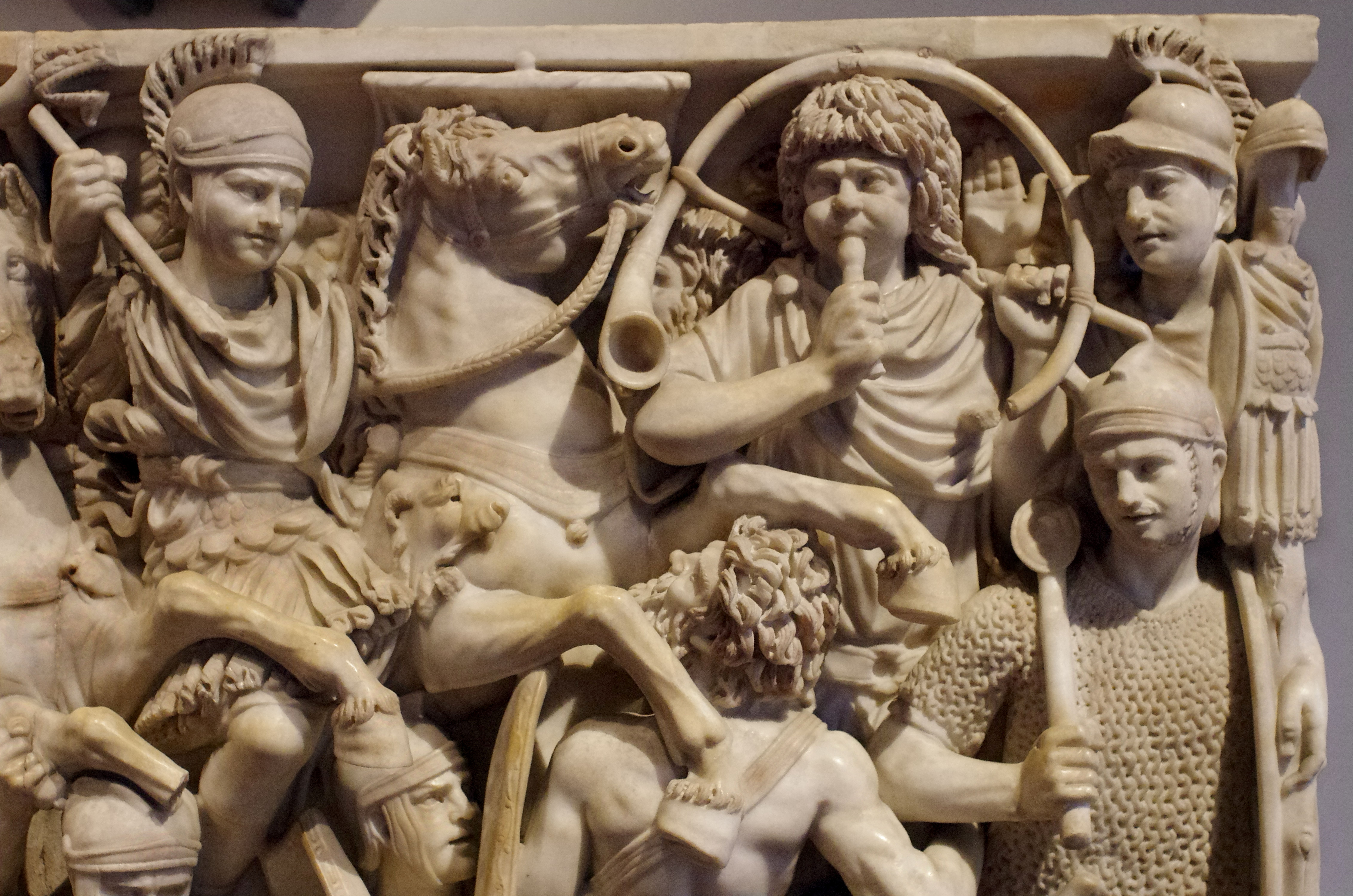
Arte Romana: dettaglio dal Sarcofago Grande Ludovisi a Palazzo Altemps a Roma in Marmo proconnesio

Il marmo proconnesio (marmor proconnesium in latino) è una varietà di marmo bianco tra le più utilizzate nell'impero romano.

## Storia
La varietà presenta un colore bianco, con sfumatura cerulee, uniforme o con venature grigio-bluastre ed ha cristalli grandi.
Le cave si trovavano nell'isola di Proconneso (nome antico in greco Prokonnesos?, nel mar di Marmara, dal greco marmaros, "marmo") e dipendevano amministrativamente dalla città antica di Cizico, sulla vicina costa anatolica.
Le prime esportazioni del marmo dalle cave dell'isola, utilizzate localmente già in epoca greca, risalgono alla seconda metà del I secolo d.C.: tra i più antichi esempi di esportazione sono gli elementi architettonici del restauro del tempio di Venere a Pompei, dopo il terremoto di Pompei del 62.
Nel corso del II e III secolo l'esportazione si diffuse nelle regioni orientali dell'impero, a Roma e lungo il corso del Danubio. Nel IV secolo fu uno dei marmi meno costosi nell'elenco dell'Editto dei prezzi di Diocleziano, e uno di quelli più largamente diffusi, a motivo principalmente del vantaggio assicurato dalla maggiore facilità di trasporto, essendo le cave sul mare. Fu il principale marmo impiegato agli inizi del IV secolo nella costruzione di Costantinopoli.
Le cave erano di proprietà imperiale e le più importanti si trovavano presso le località di Monastyr, Kavala e Saraylar. Producevano in serie elementi architettonici, vasche e sculture decorative, e sarcofagi. Nelle cave stesse i manufatti venivano sbozzati secondo le indicazioni dei committenti, per essere poi completati al loro arrivo. Dal IV secolo si svolsero sul posto tutte le fasi della lavorazione e i manufatti erano esportati ad uno stadio di lavorazione quasi completo.

## Curiosità
- A causa dell'odore bituminoso se scalfito o fratturato, i "marmorari" rinascimentali gli diedero il nome di "marmo cipolla".